# Nabi Khazri
 (mai 2021).
La mise en forme du texte ne suit pas les recommandations de Wikipédia : il faut le « wikifier ».
Les points d'amélioration suivants sont les cas les plus fréquents :
- Les titres sont pré-formatés par le logiciel. Ils ne sont ni en capitales, ni en gras.
- Le texte ne doit pas être écrit en capitales (les noms de famille non plus), ni en gras, ni en italique, ni en « petit »…
- Le gras n'est utilisé que pour surligner le titre de l'article dans l'introduction, une seule fois.
- L'italique est rarement utilisé : mots en langue étrangère, titres d'œuvres, noms de bateaux, etc.
- Les citations ne sont pas en italique mais en corps de texte normal. Elles sont entourées par des guillemets français : « et ».
- Les listes à puces sont à éviter, des paragraphes rédigés étant largement préférés. Les tableaux sont à réserver à la présentation de données structurées (résultats, etc.).
- Les appels de note de bas de page (petits chiffres en exposant, introduits par l'outil «  Source ») sont à placer entre la fin de phrase et le point final[comme ça].
- Les liens internes (vers d'autres articles de Wikipédia) sont à choisir avec parcimonie. Créez des liens vers des articles approfondissant le sujet. Les termes génériques sans rapport avec le sujet sont à éviter, ainsi que les répétitions de liens vers un même terme.
- Les liens externes sont à placer uniquement dans une section « Liens externes », à la fin de l'article. Ces liens sont à choisir avec parcimonie suivant les règles définies. Si un lien sert de source à l'article, son insertion dans le texte est à faire par les notes de bas de page.
- La présentation des références doit suivre les conventions bibliographiques. Il est recommandé d'utiliser les modèles {{Ouvrage}}, {{Chapitre}}, {{Article}}, {{Lien web}} et/ou {{Bibliographie}}. Le mode d'édition visuel peut mettre en forme automatiquement les références.
- Insérer une infobox (cadre d'informations à droite) n'est pas obligatoire pour parachever la mise en page.

Pour une aide détaillée, merci de consulter Aide:Wikification.
Si vous pensez que ces points ont été résolus, vous pouvez retirer ce bandeau et améliorer la mise en forme d'un autre article.
Nabi Khazri (en azéri: Nəbi Ələkbər oğlu Babayev-Nəbi Xəzri), né le 10 décembre 1924 dans le village de Khirdalan, près de Bakou et mort le 15 janvier 2007, est un poète azerbaïdjanais, dramaturge, publiciste, traducteur, scénariste.

## Biographie
Nabi Khazri est né dans une famille de marchand. Diplômé du lycée, Nabi Khazri  participe à la Seconde Guerre mondiale en 1942-1943, et en 1943-1945, il  travaille comme rédacteur pour le journal Communiste et comme animateur à la radio azerbaïdjanaise. Il exprime le désir de devenir poète dès l'école primaire. Il écrit son premier poème sérieux Soleil à l'âge de 16 ans. À l'âge de 20 ans, un poème récité par un jeune poète n'échappe pas à l'attention de Samed Vurgun, qui découvre son talent et le persuade de rejoindre l'Union des écrivains en 1945. Le premier recueil de poèmes Rêves épanouis est publié en 1950. 

## Études
Il étudie à l'Université d'État d'Azerbaïdjan en 1945-1947, à l'Université d'État de Leningrad en 1947-1949 et à l'Institut de littérature Maxime Gorki en 1949-1952. En 1958 il prend le surnom de Khazri autant il aime la mer, aussi bien que la terre d'Absheron, et parce que le vent de Khazri apporte aux gens l'odeur de la mer. Diplômé en 1952, Nabi Khazri travaille comme consultant dans l'Union des écrivains d'Azerbaïdjan jusqu'en 1957, et en 1957-1958 il est à la rédaction du journal Literature et Art. De 1958 à 1965, il est secrétaire de l'Union des écrivains d'Azerbaïdjan, de 1965 à 1971 président du Comité d'État d'Azerbaïdjan pour la télévision et la radio, et de 1971 à 1974 il est vice-ministre de la Culture de l'Azerbaïdjan. Dès 1974 Nabi Khazri préside la Société azerbaïdjanaise pour l'amitié et les relations culturelles avec les pays étrangers, renommé au Centre de relations internationales Le monde de l'Azerbaïdjan en 1992.

## Récompenses et prix
- Prix Lénine Komsomol (1968) pour le thème de la fraternité et de l'amitié des peuples dans les poèmes Sœur du Soleil et Deux Khazars.
- Prix d'État de l'URSS (1973) pour le recueil de vers "La mer commence depuis les sommets" (1971) et de nouveaux poèmes du livre Nouvelles et poèmes
- Ordre de la bannière rouge (09.12.1974)
- Homme d'art émérite de la RSS d'Azerbaïdjan (30.07.1979)
- Ordre de Lénine (16.11.1984)
- Poète du peuple de la RSS d'Azerbaïdjan (26.11.1984)
- Ordre Gloire (17.12.1995)
- Ordre Indépendance (10.12.2004)[3]